# John Bohannon
John M. Bohannon (Houston, 29 ottobre 1991) è un cestista statunitense naturalizzato giordano.